# La Merveilleuse Journée (film, 1929)
Pour plus de détails, voir Fiche technique et Distribution.
La Merveilleuse Journée est un film français réalisé par René Barberis et sorti en 1929.

## Fiche technique
- Titre : La Merveilleuse Journée
- Réalisation : René Barberis
- Scénario : René Barberis, d'après la pièce d'Yves Mirande et Gustave Quinson
- Photographie : Raoul Aubourdier
- Pays de production :  France
- Production : Société des cinéromans - Les Films de France
- Genre : Comédie
- Date de sortie : France : 1er mars 1929

## Distribution
- Dolly Davis
- André Roanne
- Renée Passeur
- Sylvio de Pedrelli
- Marcel Lesieur
- Reine Derns
- Léon Larive
- Albert Mafer
- Jane Pierson